# Club Puebla
Puebla Futbol Club, eller bara Puebla, är en mexikansk fotbollsklubb. Puebla återvände till Liga MX 2007 efter att ha varit nedflyttade i två år. 
Teamets vita hemmatröja har ett blått skärp, som korsar bröstet snett från höger axel till midjan. Klubben bildades 1904 som en idrottsförening av engelsmän som integrerats i den mexikanska fotbollsligan. Mellan 1944 och 1949 tog Puebla FC en andra plats, en tredje- och tre fjärdeplatser men också sin första Copa Mexiko under säsongen 1944-45. Klubben blev därmed en av de stora fotbollsklubbarna i Mexiko. Under säsongen 1953-54 lyckades de ta sin andra Copa México-seger. Puebla vann sin första ligatitel säsongen 1982-83 efter att ha besegrat Guadalajara på straffsparkar. Tredje Copa México vanns under säsongen 1987-88. 
1991 besegrades Police FC från Trinidad och Tobago för klubbens första CONCACAF-mästerskap.      

## Truppen 2015
Uppdaterad: 21 juni 2015
| Nr | Land      | Pos | Namn                                      |
| -- | --------- | --- | ----------------------------------------- |
| 1  | Mexiko    | MV  | Fabián Villaseñor (lån från Morelia)      |
| 5  | Mexiko    | F   | Mario de Luna (lån från Guadalajara)      |
| 6  | Mexiko    | MF  | Luis Robles (lån från Atlas)              |
| 9  | USA       | A   | Herculez Gomez (lån från Tijuana)         |
| 11 | Argentina | A   | Matías Alustiza                           |
| 12 | Mexiko    | F   | Óscar Rojas                               |
| 13 | Mexiko    | MF  | Alfonso Tamay (lån från UANL)             |
| 17 | Mexiko    | A   | Saúl Villalobos (lån från Atlas)          |
| 19 | Mexiko    | A   | Flavio Santos (lån från Atlas)            |
| 21 | Colombia  | A   | Luis Gabriel Rey                          |
| 23 | Mexiko    | MV  | Héctor Estrada (lån från UANL)            |
| 24 | Mexiko    | F   | Sergio Pérez (lån från Querétaro)         |
| 27 | Mexiko    | MF  | Alberto Acosta (lån från UANL Tigres)     |
| 28 | Mexiko    | MF  | Francisco Torres (lån från Santos Laguna) |

| Nr | Land      | Pos | Namn                                  |
| -- | --------- | --- | ------------------------------------- |
| —  | Argentina | MV  | Cristian Campestrini                  |
| —  | USA       | MV  | Austin Guerrero                       |
| —  | Uruguay   | F   | Robert Herrera                        |
| —  | Mexiko    | F   | Roberto Júarez                        |
| —  | Mexiko    | F   | Emmanuel Gil (lån från Veracruz)      |
| —  | Mexiko    | F   | Adrián Cortéz (lån från Veracruz)     |
| —  | Mexiko    | MF  | Patricio Araujo                       |
| —  | Mexiko    | MF  | David Toledo (lån från Guadalajara)   |
| —  | Mexiko    | MF  | Christian Bermúdez (lån från Chiapas) |
| —  | Mexiko    | MF  | Carlos Gutiérrez (lån från América)   |
| —  | Chile     | A   | Isaác Díaz (lån från Chiapas)         |
| —  | Argentina | A   | Ezequiel Rescaldani (lån från Málaga) |
| —  | Uruguay   | F   | Ramón Arias                           |